# 马里乌斯·比拉什科
马里乌斯·比拉什科 （Marius Bilaşco，1981年7月13日—），是罗马尼亚职业足球运动员，司职前锋。

## 简介
比拉斯科曾効力多支球队，曾荣获过罗马尼亚联赛的最佳射手称号。2011年中超联赛二次转会期间，天津泰达签订了一份为期一年半的合同，比拉斯科在14场比赛中打进3球，赛季结束后双方提前解约。
2011年12月，德乙联赛球队科特布斯宣布与比拉斯科签约，双方签订了一份为期两年半的合同。